# 小肋五月茶
小肋五月茶（学名：Antidesma costulatum），为大戟科五月茶属下的一个植物种。